# Lê Tư

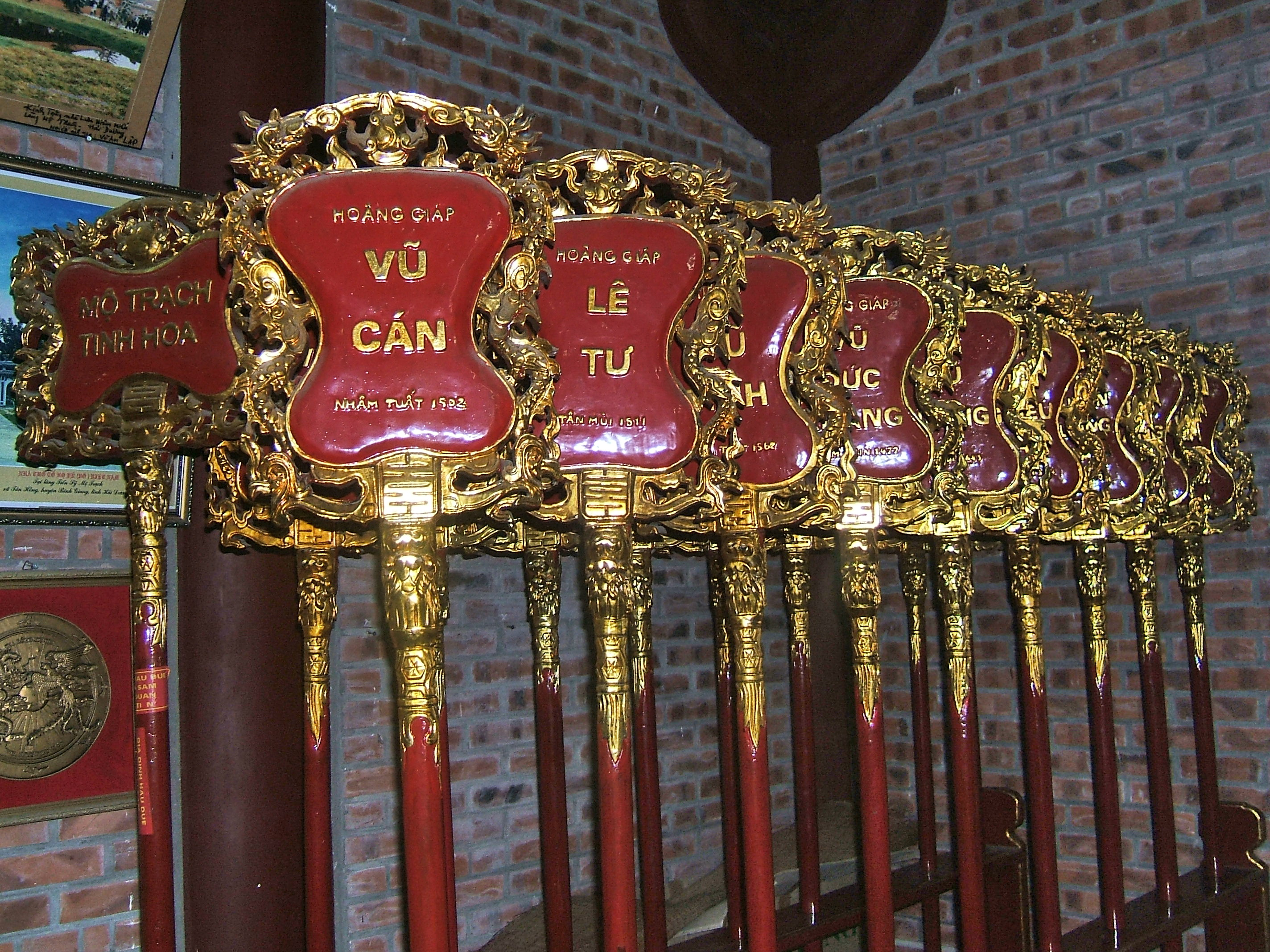
Tên Lê Tư đặt trong đình làng Mộ Trạch

Lê Tư (chữ Hán: 黎鼒; ?-?), hiệu Thông Trai, là một danh sĩ thời nhà Lê. Ông đỗ Hoàng giáp khoa thi năm Tân Mùi (1511) đời Lê Tương Dực, nổi tiếng tài năng, hay chữ, nên được dân gian gọi là Trạng Chữ.

## Thân thế sự nghiệp
Ông còn có tên khác là Lê Tài, Lê Đỉnh, người làng Mộ Trạch, huyện Đường An, phủ Thượng Hồng, thừa tuyên Hải Dương (nay thuộc xã Tân Hồng, huyện Bình Giang, Hải Dương). Ông là cháu nội của danh sĩ Lê Cảnh Tuân cuối đời Trần và là em ruột của Trạng nguyên Lê Nại. Từ nhỏ, ông nổi tiếng văn hay chữ tốt. Khi chưa đỗ, có lần lên kinh đô thăm anh, ông nói với các sĩ tử rằng: "Ta đây là bồ chữ, các anh muốn hỏi chữ gì, sách gì thì lại đây ta sẽ chỉ cho". Mọi người rủ nhau đến hỏi kinh sách, hỏi gì đáp nấy, giảng giải tinh tường khiến ai cũng nể phục. Tuy nhiên, đường khoa bảng ông lại không thành đạt như anh mình, chỉ đỗ đến Hoàng giáp, làm quan cũng chỉ đến Lại bộ Cấp sự trung.

## Giai thoại
Theo Vũ Phương Đề trong Công dư tiệp ký, Lê Tư từ nhỏ đã nổi tiếng thần đồng nên rất tự phụ. Khoa thi năm Ất Sửu 1505, ông cùng thi với anh là Lê Nại. Tuy nhiên khi vào thi thì ông quên vài chỗ, nên tìm hỏi anh. Lê Nại bảo rằng: "Khoa này tôi thi với chú, nếu tôi bảo chú thì còn thi với ai". Ông tức giận bỏ thi ra về. Khoa thi đấy Lê Nại đỗ Trạng nguyên. Ông về sau dốc chí dùi mài đèn sách, đến khoa Tân Mùi (1511) thi đỗ, nhưng chỉ đến bậc Hoàng giáp, đứng thứ 3 trong bảng Đệ nhị giáp Tiến sĩ xuất thân.